# شری رینی اسکات
شری رینـِی اسکات (انگلیسی: Sherie Rene Scott؛ زادهٔ ۸ فوریهٔ ۱۹۶۷) بازیگر، خواننده و نویسنده اهل ایالات متحده آمریکا است. وی از سال ۱۹۹۰ میلادی تاکنون مشغول فعالیت بوده‌است.
از فیلم‌ها یا مجموعه‌های تلویزیونی که وی در آن‌ها نقش داشته‌است می‌توان به  دوستت دارم اشاره نمود.